# Victor Chauvin

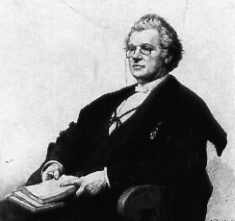
Victor Chauvin (Porträt von Adrien de Witte, 1891)

Victor Chauvin (geb. 26. Dezember 1844 in Lüttich; gest. 19. November 1913 ebenda) war ein belgischer Orientalist und Historiker. Er war Professor für Arabisch und Hebräisch an der Universität von Lüttich.

## Leben
Victor Chauvin wurde 1844 in Lüttich geboren, wo er das königliche Athenäum besuchte, an welchem Felix Liebrecht als Lehrer angestellt war, dann das Lehrerseminar (École normale des humanites) und studierte Jura an der Universität und wirkte bis 1872 als Advokat.
Seine weitere Karriere beschreibt der Nekrolog von Johannes Bolte mit den Worten: „Zugleich aber widmete er sich unter Burggraffs Leitung so eifrig dem Studium des Hebräischen und Arabischen, dass er 1872 als Charge de cours und nach kurzer bibliothekarischer Tätigkeit 1878 als ordentlicher Professor der orientalischen Sprachen angestellt wurde.“
Chauvin ist Verfasser verschiedener Bücher über Literatur und Folklore des Nahen Ostens, biblische und islamische Geschichte und er erstellte eine umfangreiche Bibliographie des ouvrages arabes ou relatifs aux Arabes publiés dans l'Europe chrétienne de 1810 à 1885 (Bibliographie arabischer Werke oder Werke über Araber im christlichen Europa von 1800 bis 1885; 1892–1922). Chauvin verfasste dieses Werk, indem er die Werke von Schnurrer (Bibliotheca Arabica, Halle 1811) und Zenker (Bibliotheca Orientalis, I-II, Leipzig 1846–1861) mit den neuesten erhaltenen Informationen vervollständigte. Zu Lebzeiten des Autors wurden elf Bände des Werks veröffentlicht, der letzte Band erschien nach seinem Tod. Es ist nach Themen geordnet, die den Koran und die Tradition (ein ganzer Band), die Sprichwörter, Kalîlah, Loqmân, Barlaam, Antar, Syntipas, orientalische Erzählungen, Mohammed usw. umfassen. Vier Bände sind allein den 1001 Nächten gewidmet.
Der bereits genannte Johannes Bolte zieht in seinem Nekrolog für dieses Werk den Vergleich mit Goedekes Grundriss zur Geschichte der deutschen Dichtung heran, auch Ignaz Goldziher unterstreicht in seinem Nekrolog die Bedeutung dieses Werkes. Der Arabian Nights Encyclopedia (ANE) zufolge ist Chauvins Bibliographie weiterhin sowohl in ihrer Genauigkeit als auch in ihrer Vollständigkeit unübertroffen und bleibt das wesentliche bibliographische Nachschlagewerk für jede ernsthafte wissenschaftliche Untersuchung der Arabischen Nächte.
Einige der Schriften Chauvins wurden in jüngerer Zeit neu aufgelegt.

## Publikationen (Auswahl)
- Bibliographie des ouvrages arabes ou relatifs aux Arabes publiés dans l'Europe chrétienne de 1810 à 1885.  H. Vaillant-Carmanne, Liège 1892–1922. 12 Bände – Hauptwerk (Digitalisate: 1, 2, 3, 4, 5, 6, 7, 8, 9, 10, 11, 12)
- Victor Chauvin, Alphonse Roersch: Étude sur la vie et les travaux de Nicolas Cleynard, in: Memoires couronnes, hg. v. der Königlichen Akademie Belgiens, Bd. LX., 1900/01.
- (Übersetzung) Michael Jan de Goeje: Biographie de Reinhart Dozy, traduite du Hollandais par Victor Chauvin, Leiden, Brill 1883
- (Übersetzung) Essai sur l'histoire de l'islamisme, von Reinhart Dozy, Übersetzung aus dem Niederländischen (Digitalisat)